# Cierra Burdick
Cassidie Cierra Burdick (ur. 30 września 1993 w Charlotte) – amerykańska koszykarka występująca na pozycji silnej skrzydłowej, obecnie zawodniczka Lyon ASVEL, a w okresie letnim Seattle Storm, w WNBA.
W 2010 i 2011 została wybrana najlepszą zawodniczką szkół średnich stanu Karolina Północna (Gatorade North Carolina Girls Basketball Player of the Year).
26 lipca 2018 została zawodniczką Ślęzy Wrocław. 6 czerwca 2019 podpisała kolejną umowę z zespołem, z Wrocławia. 11 grudnia 2020 dołączyła do KS Basket 25 Bydgoszcz.
18 sierpnia 2021 zawarła kontrakt do końca sezonu z Seattle Storm.
Jej pradziadek grał w futbol amerykański dla Chicago Bears.

## Osiągnięcia
Stan na 31 stycznia 2022, na podstawie, o ile nie zaznaczono inaczej.
NCAA
- Uczestniczka rozgrywek:
  - Elite 8 turnieju NCAA (2012, 2013, 2015)
  - Sweet 16 turnieju NCAA (2012–2015)
- Mistrzyni:
  - turnieju konferencji Southeastern (SEC – 2012, 2014)
  - sezonu regularnego konferencji SEC (2013, 2015)
- Zaliczona do składu honorable mention All-American (2015 przez Associated Press)

WNBA
- Wicemistrzyni WNBA (2020)[7]
- Zdobywczyni pucharu WNBA Commissioner’s Cup (2021)[8]

Indywidualne
- MVP turnieju o puchar prezesa CANPACK (2018)[9]
- Liderka w zbiórkach ligi:
  - polskiej (2021 – całego sezonu, włącznie z play-off)
  - izraelskiej (2017)[10]
  - rosyjskiej (2018)[11]

Reprezentacja
- Mistrzyni:
  - świata:
    - 3x3 (2014)
    - U–19 (2011)
    - U–17 (2010)

  - Ameryki U–16 (2009)
  - USA 3x3 (2014)